# Âne gris de Sicile
L’âne gris de Sicile, asino Grigio Siciliano en italien, est une race d’âne italienne originaire de Sicile. Ses origines sont anciennes et remontent probablement à l'Antiquité. De petite taille, il est rustique, frugal et fait preuve d'une grade résistance à la fatigue. Il est capable de supporter des conditions de vie très rigoureuse en liberté. Surtout utilisé dans les travaux des champs, il est également recherché pour sa production laitière,.